# ايت بوكماز

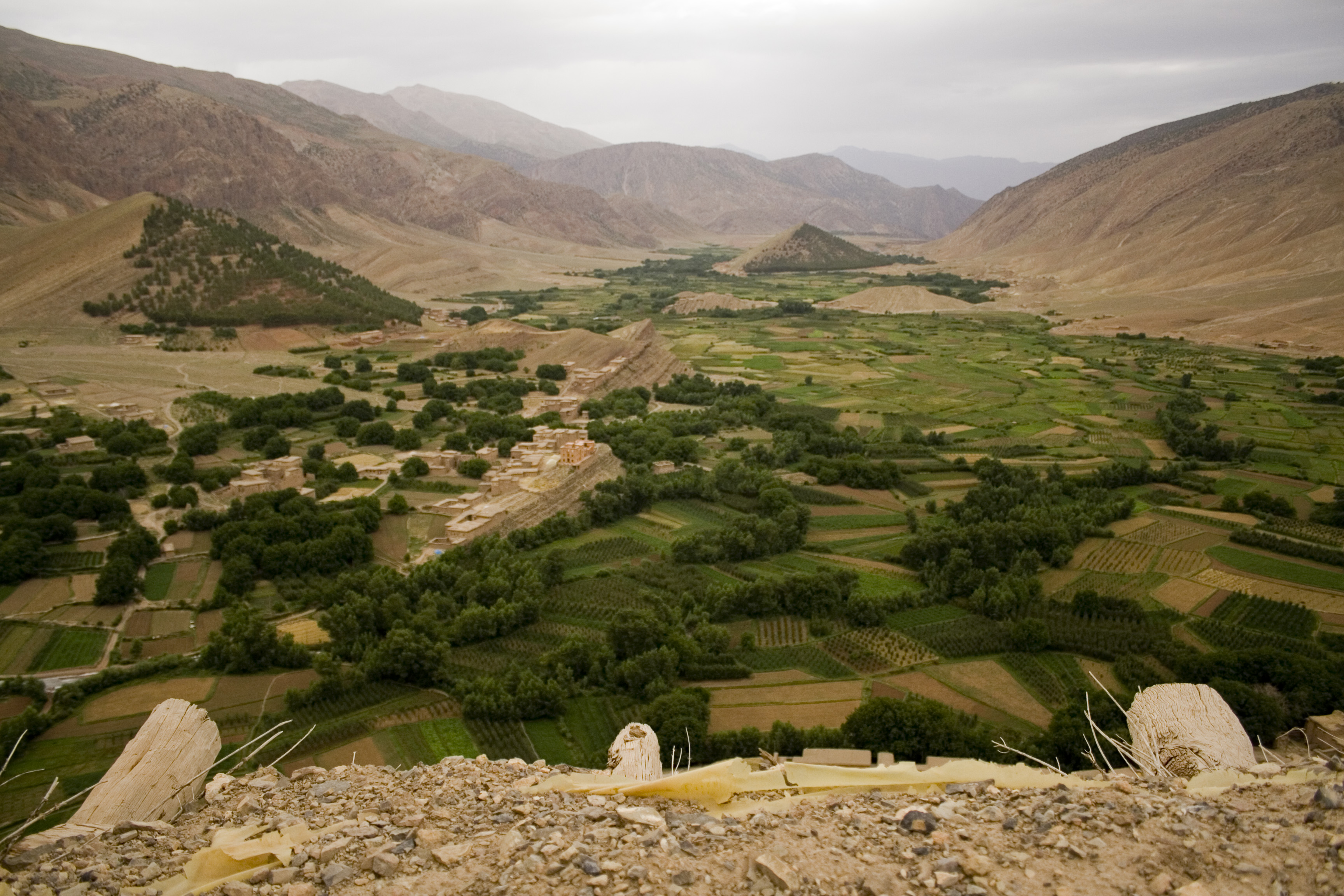

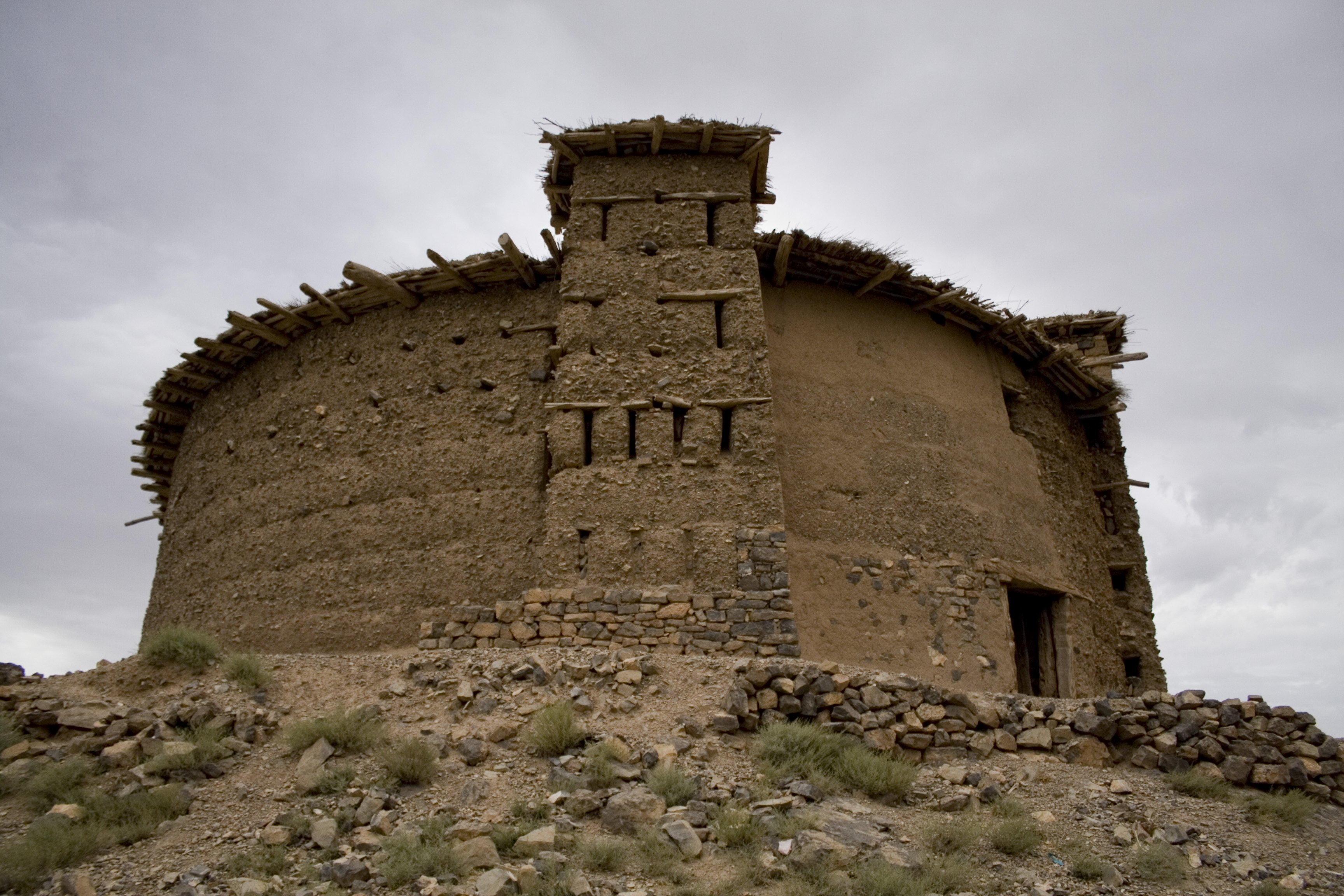
مخزن الحبوب الجماعي التقليدي

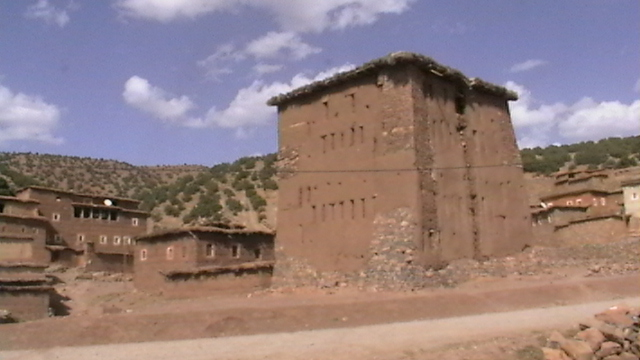
قصبة مكون.

أيت بوكماز هي قرية في قلب جبال الأطلس، وعلى ارتفاع يتفاوت ما بين 1800 و2000 متر عن سطح البحر، توجد قرية أيت بوكماز السياحية أو الهضبة السعيدة التي تبعد 250 كيلومترا عن مراكش، و78 كيلومترا عن أزيلال، بتعداد سكاني يصل إلى حوالي 15 ألف نسمة، موزعين بين 27 دوارا.

## تاريخ
في بداية السبعينات من القرن الماضي، بدأت المنطقة تعرف قدوم عدد من السياح، وخاصة من الأجانب المستكشفين لجمال طبيعة الأطلس، فكان ذلك بداية إخراج هذه الجوهرة المكنونة من صندوق النسيان. لكن الحدث الأكبر كان ربط القرية بالطريق المعبدة في سنة 2002، فسنوات قليلة بعد ذلك تضاعف عدد الزوار إلى أضعاف مضاعفة، وارتفع عدد المآوي المرحلية السياحية من أربعة مآو إلى ما يقارب 80 مأوى في السنوات التي تلت فتح الطريق، وأصبحت أيت بوكماز على بعد ساعتين من أزيلال في أقصى الأحوال، وثلاث ساعات ونصف من بني ملال، وعلى بعد أربع ساعات ونصف من مراكش، وأصبحت شهرتها تضاهي أقدم الأماكن السياحية بالجهة.
سحر الطبيعة